# Cercomacra
Genre
Cercomacra est un genre d'oiseaux passeriformes de la famille des Thamnophilidae.

## Liste des espèces
Selon la classification de référence du Congrès ornithologique international (version 8.1, 2018) :
- Cercomacra manu Fitzpatrick & Willard, 1990 – Grisin du Manu
- Cercomacra brasiliana Hellmayr, 1905 – Grisin du Brésil
- Cercomacra cinerascens (Sclater, 1857) – Grisin ardoisé
- Cercomacra melanaria (Ménétries, 1835) – Grisin du Mato Grosso
- Cercomacra ferdinandi Snethlage, 1928 – Grisin de Bananal
- Cercomacra nigricans Sclater, 1858 – Grisin de jais
- Cercomacra carbonaria Sclater & Salvin, 1873 – Grisin charbonnier

## Systématique et taxinomie
Le genre Cercomacra a été démembré par Tello, Raposo, Bates, Bravo, Cadena et Maldonado-Coelho en 2014. Six espèces ont été transférées dans le genre Cercomacroides.